# Glándula submandibular
La glándula submandibular o glándula submaxilar es una glándula salival que tiene una forma irregular y un tamaño parecido a una nuez. Se localiza en la parte posterior del piso de la boca. Esta glándula produce una secreción con predominio seroso, pero también con acinos mucosos, llamada seromucosa, a través del conducto de Wharton. En los adultos, pesan aproximadamente 15 gramos cada una y contribuyen entre el 60 % y el 67 % de la secreción de saliva sin estimulación; con la estimulación, su contribución disminuye proporcionalmente a medida que la secreción de la glándula parótida aumenta al 50 %.  La longitud promedio de la glándula salival submandibular de un adulto humano normal es de aproximadamente 27 mm, mientras que su ancho promedio es de aproximadamente 14,3 mm.

## Formación
Aparece a finales de la sexta semana de gestación y se forma a partir de yemas endodérmicas en el suelo del estomodeo. Se empiezan a formar acinos a las 12 semanas y la actividad secretoria aparece a las 16 semanas. El crecimiento continua tras el nacimiento, con la formación de acinos mucosos.

## Ubicación
Está situada en la parte lateral de la región suprahioidea. Se halla contenida en una celda osteofibrosa. En su origen está en relación por dentro con el hiogloso y por fuera con el milohioideo.

## Estructura

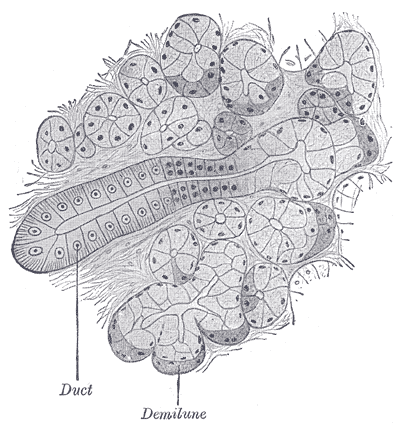
Acinos mucosos esferoidales de la glándula submaxilar (arriba y abajo), rodeados por células serosas (Demilune).
Centro de la imagen: conducto glandular (Duct).

Es una glándula mixta, constituida por acinos serosos como la glándula parótida y acinos mucosos separados por tejido conjuntivo.
Su secreción se vierte por conductos excretores.
Está irrigada por las arterias procedentes del facial y de la submentoniana, donde desembocan también las venas.
Está inervada por el nervio lingual, en conjunto con ramas del nervio facial.
Está formada por una gran porción superficial y por una porción profunda más pequeña. Está protegida o recubierta por el compartimento submaxilar.Cada glándula submandibular se divide en un lóbulo superficial y un lóbulo profundo, estando ambos separados por el músculo milohioideo.
El conducto submaxilar (de Wharton) tiene una longitud aproximada de 5 cm, y su pared es mucho más delgada que la del conducto parotídeo. Se forma en la zona media de la porción profunda de la glándula, se introduce entre la glándula sublingual y el geniogloso, y desemboca en el suelo de la boca a través de un orificio estrecho situado en el vértice de la papila sublingual que está localizada lateralmente al frenillo de la lengua.

## Imágenes adicionales

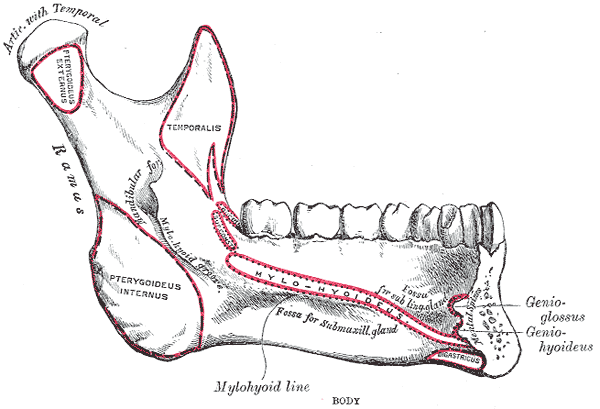
Mandíbula. Superficie interna. Vista lateral.
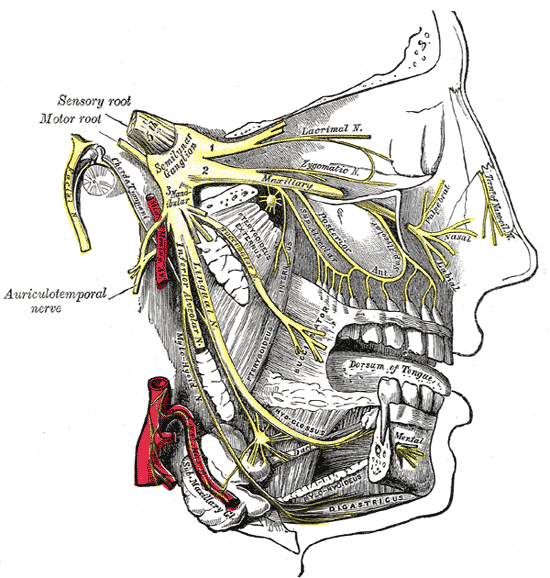
Distribución de los nervios maxilar y mandibular y del ganglio submaxilar.
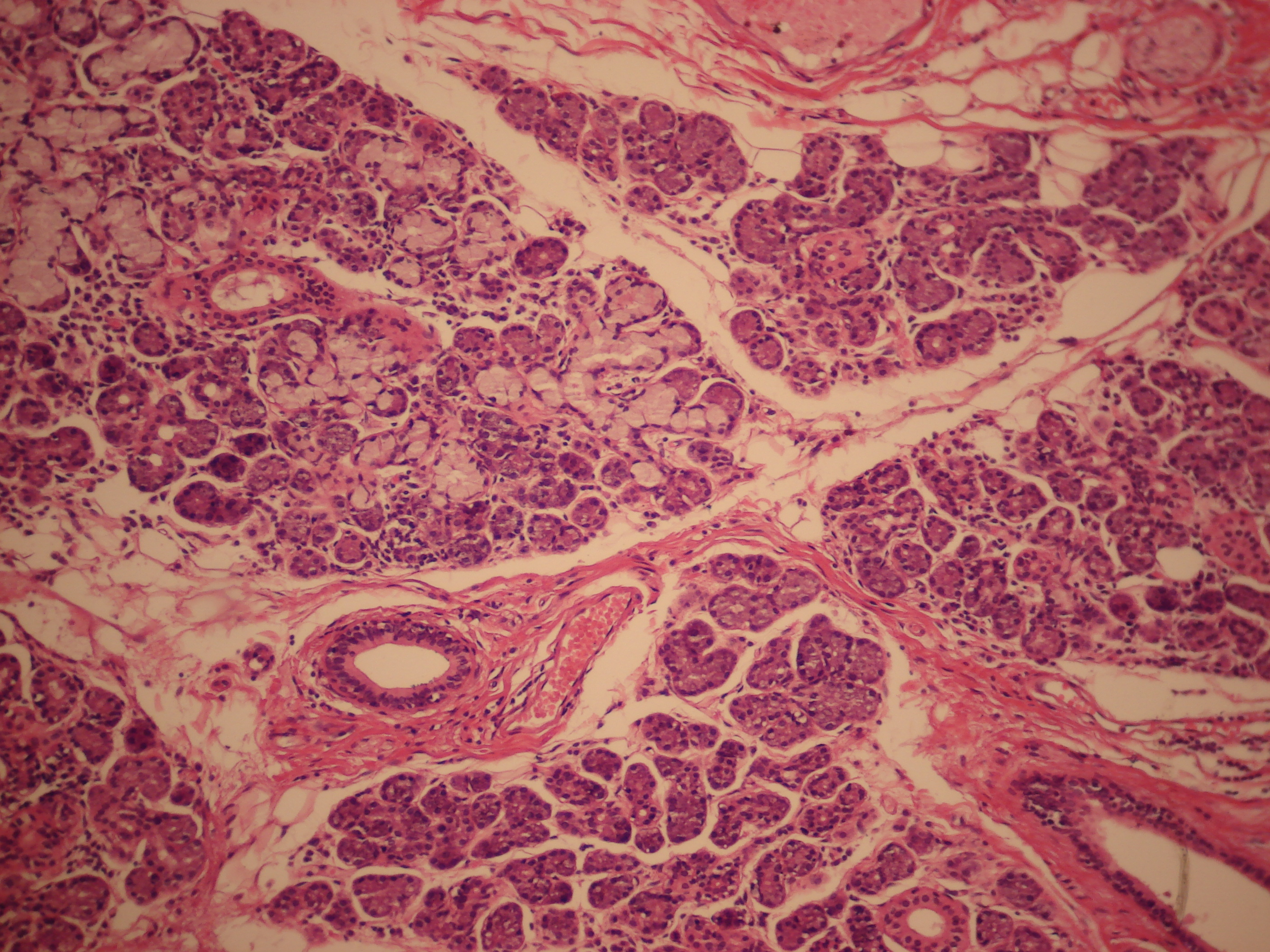
Las células mucosas se identifican por la falta de color en su citoplasma, mientras que las células serosas tienen un color basófilo.
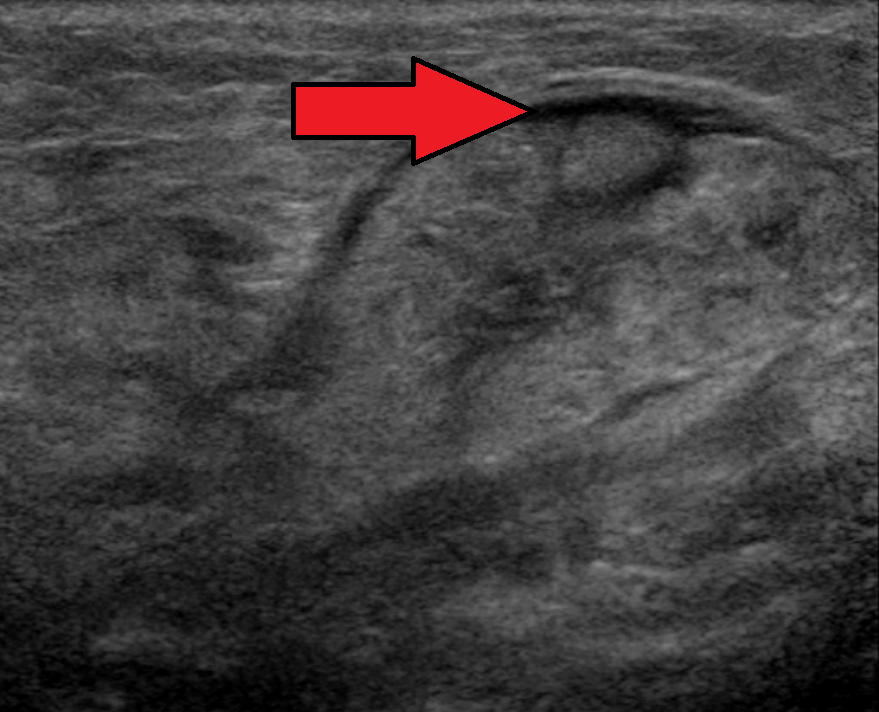
Inflamación de la glándula submandibular observada en la ecografía

## Imágenes de dissección

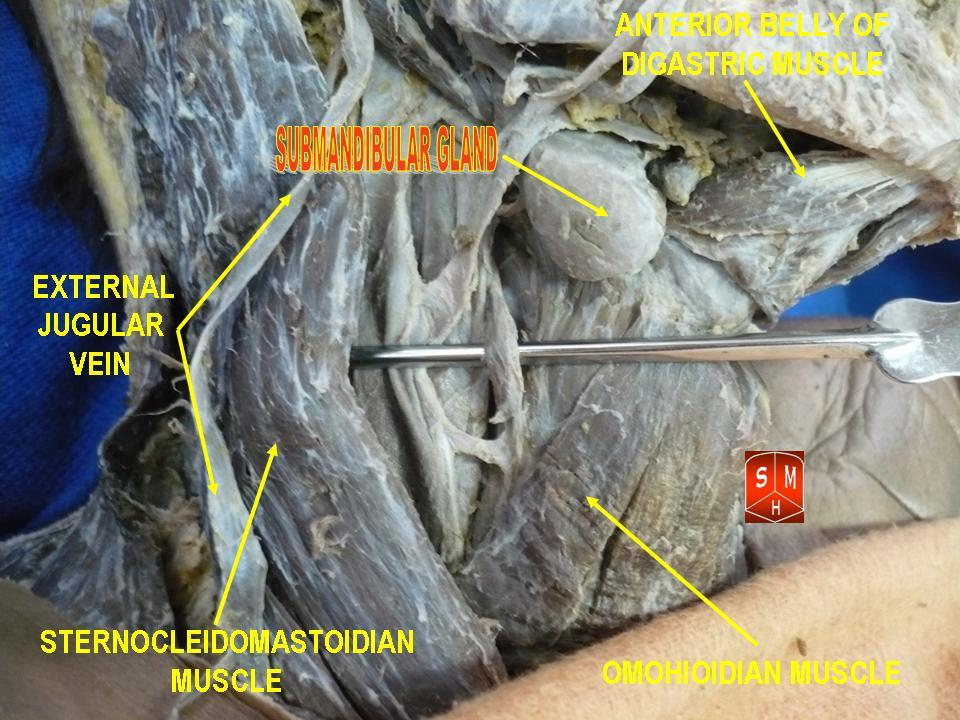
glándula submandibular
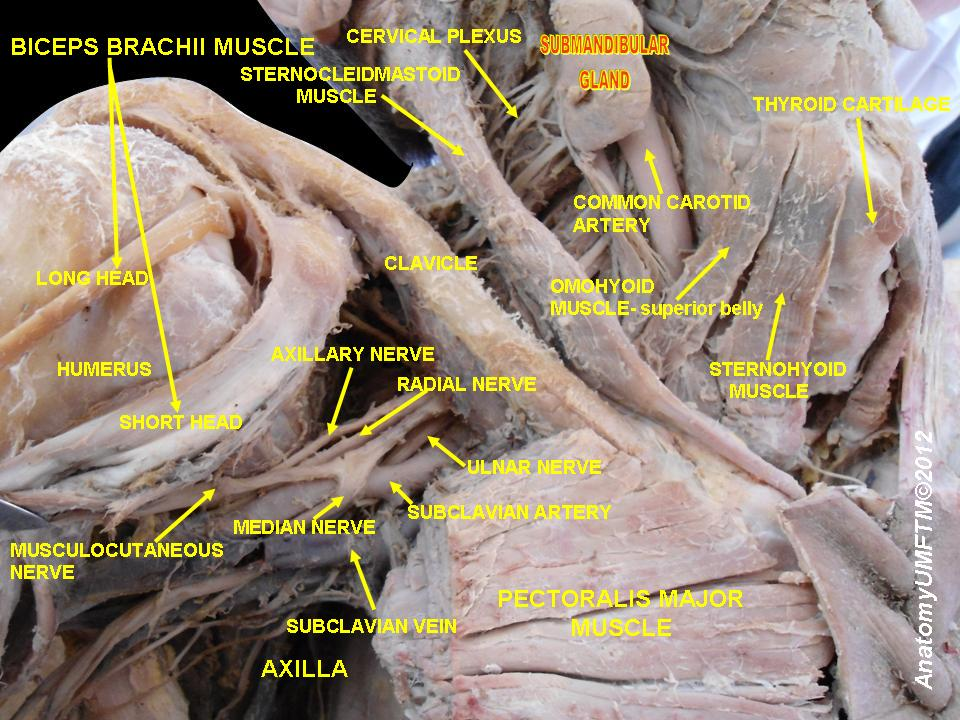
glándula submandibular
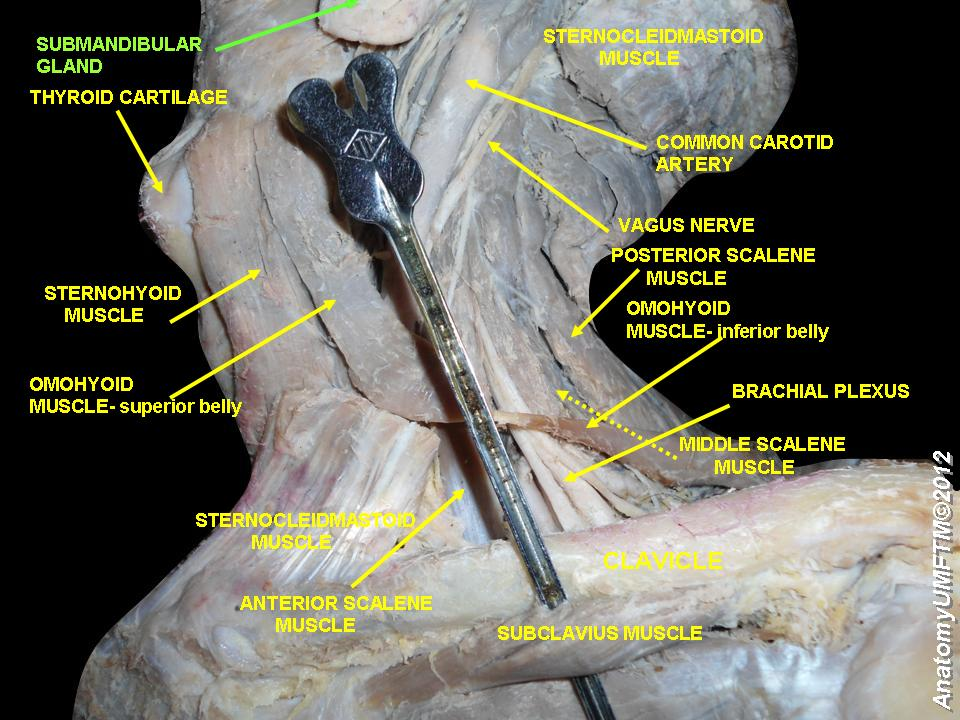
Vista lateral de la glándula submandibular
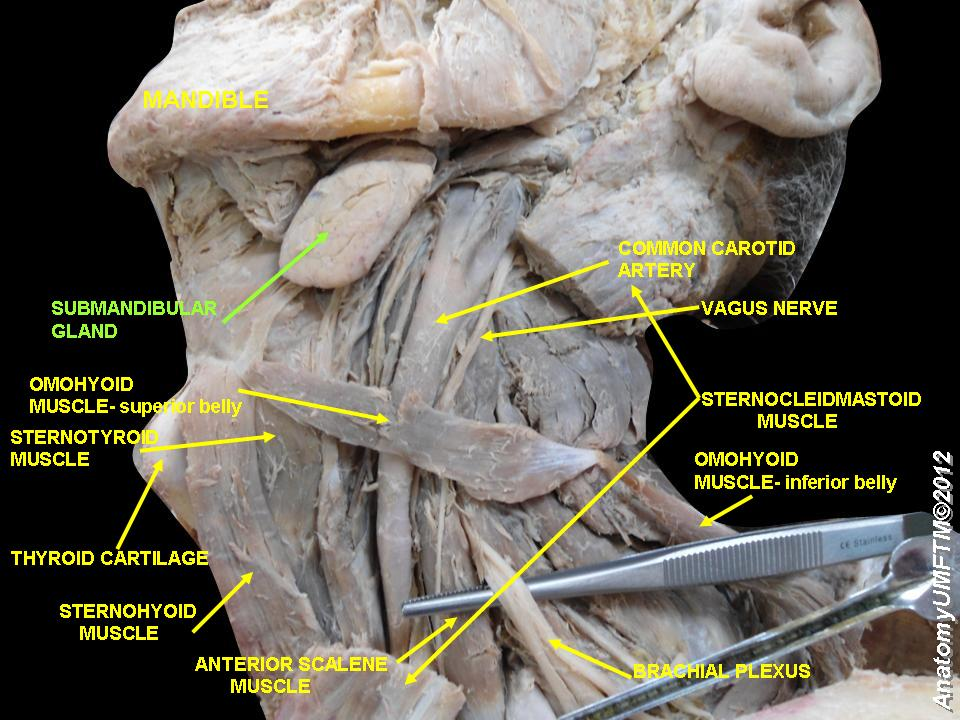
glándula submandibular
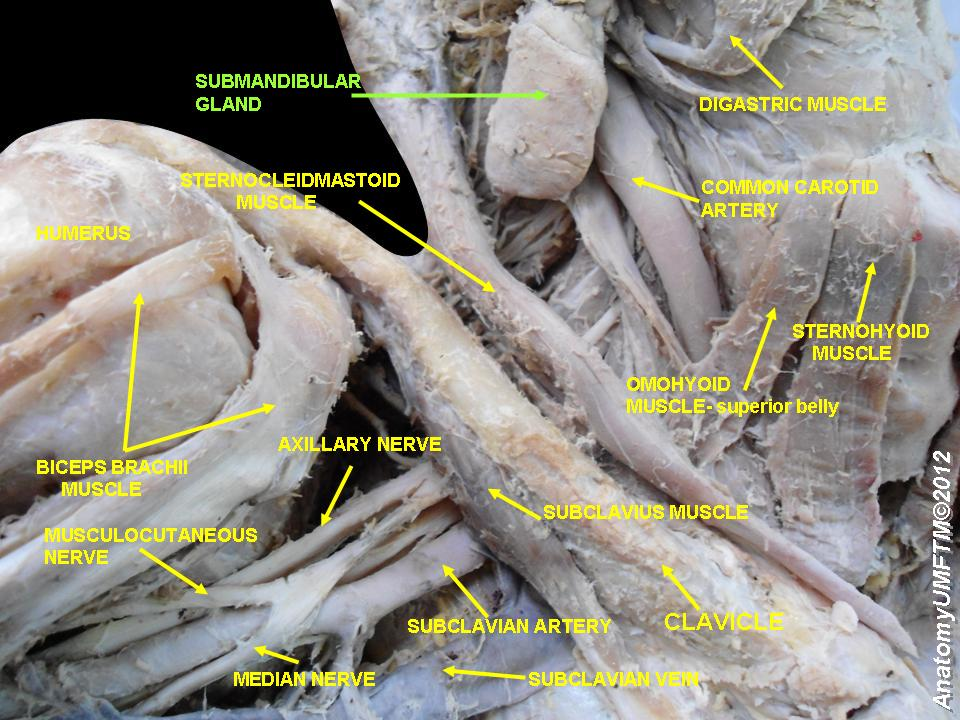
Glándula submandibular - vista derecha
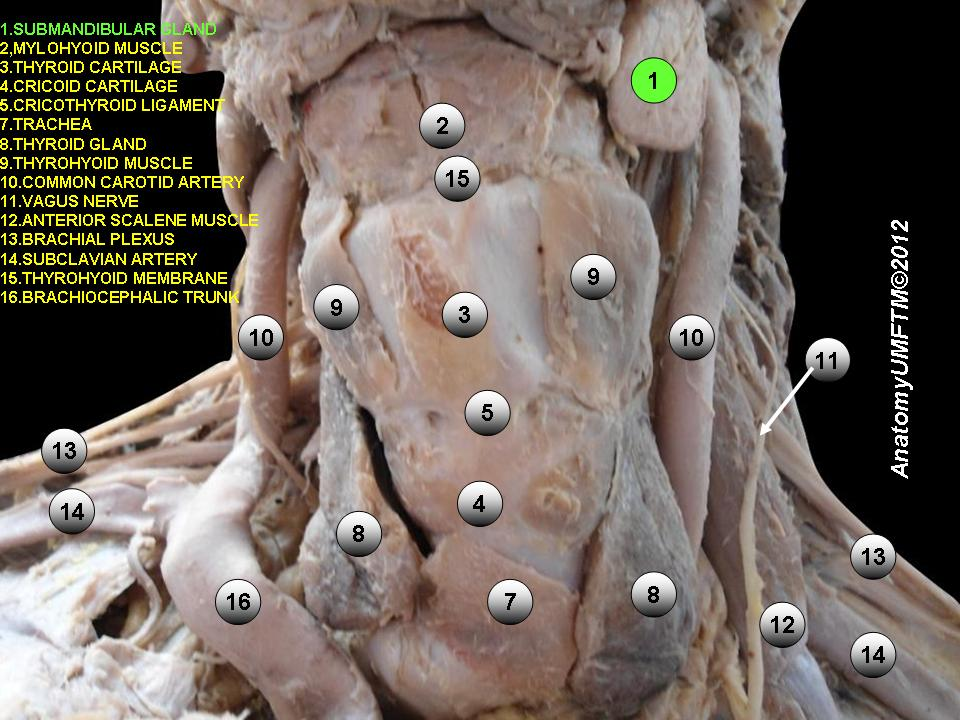
Glándula submandibular - vista frontal
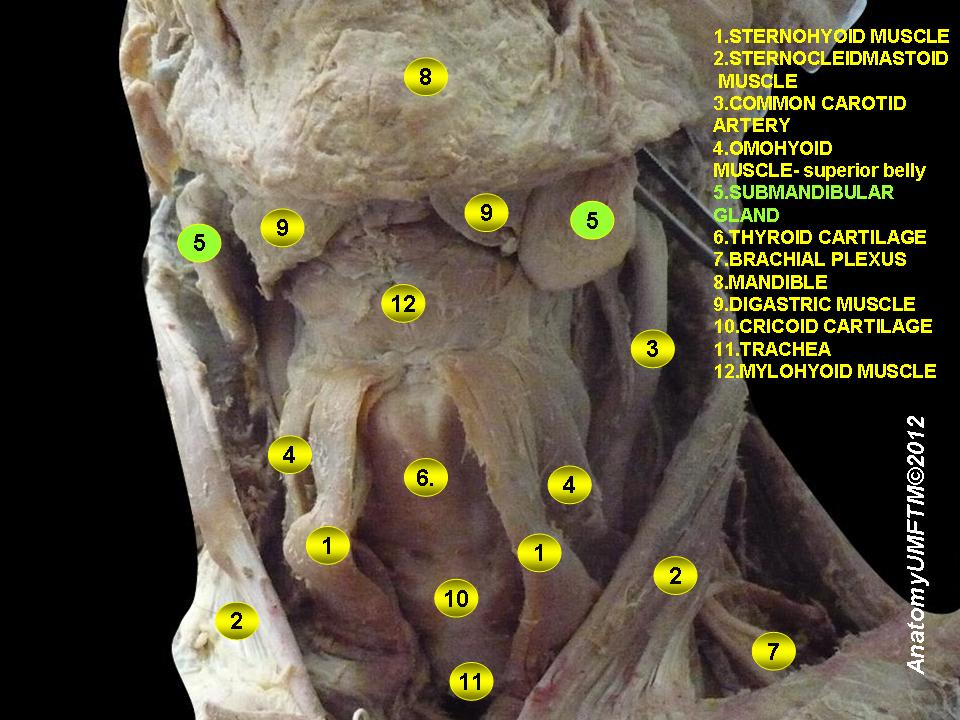
glándula submandibular
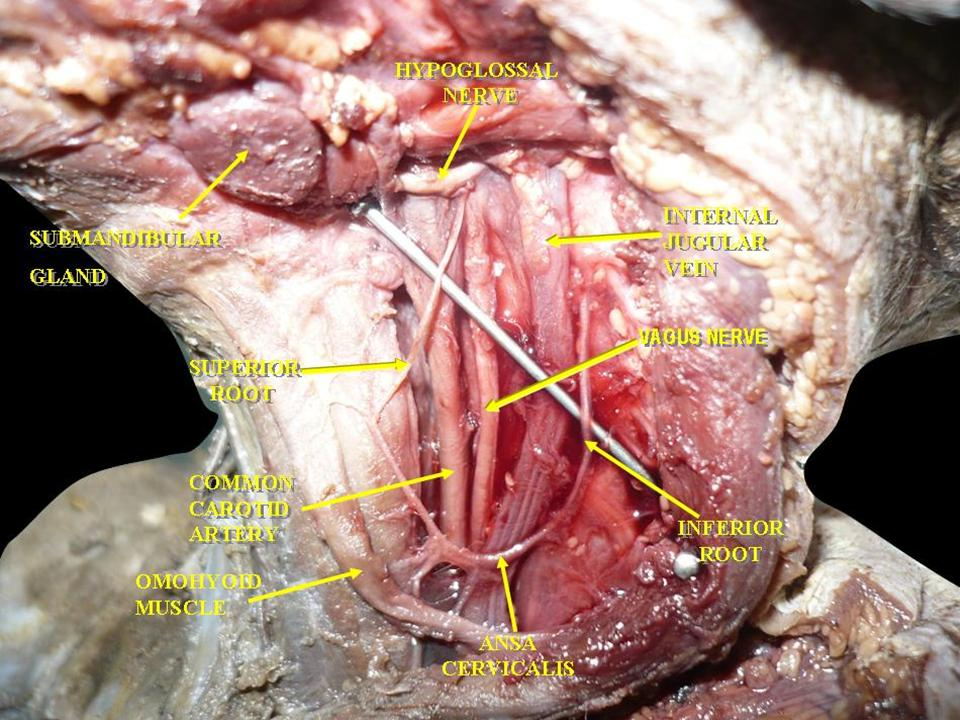
Músculos, arterias y nervios del cuello.Disección del recién nacido.
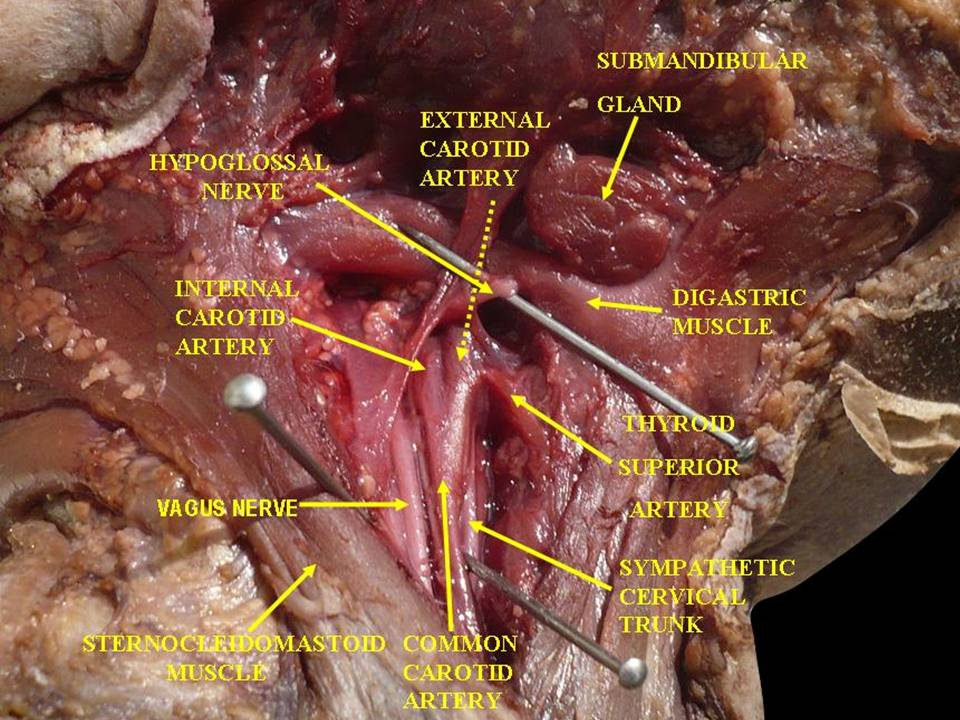
Músculos, arterias y nervios del cuello.Disección del recién nacido.
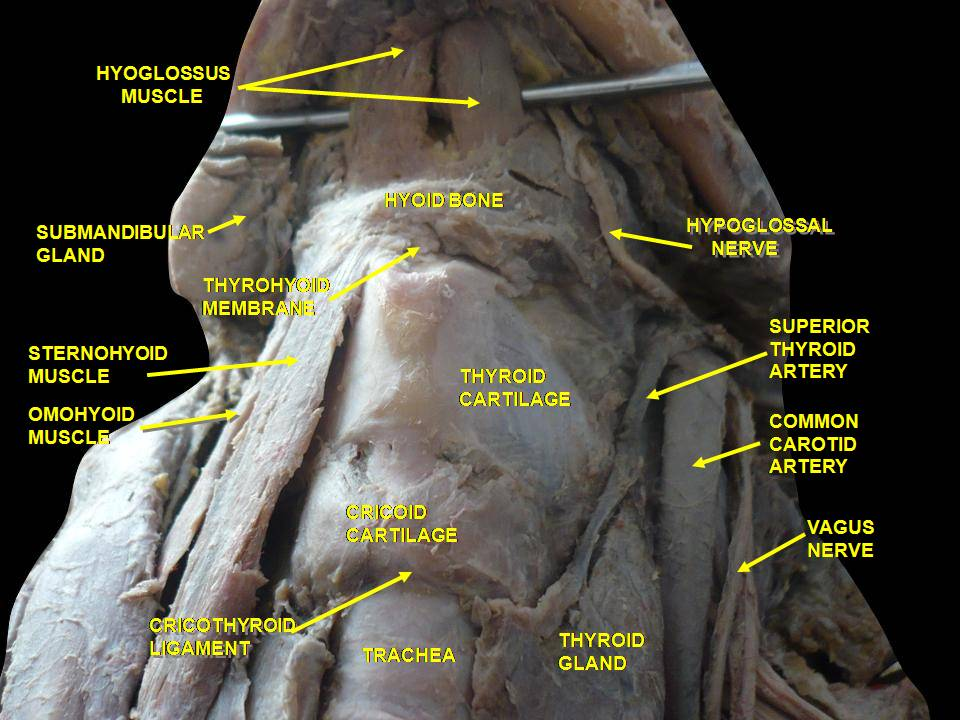
Músculos, nervios y arterias del cuello. Disección profunda. Vista anterior.
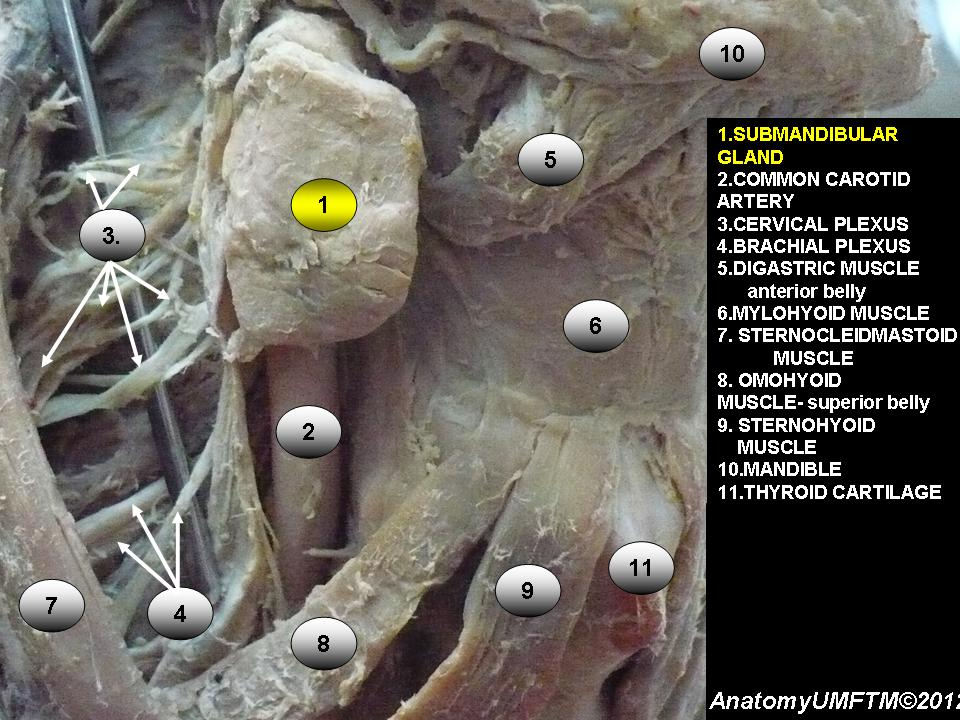
glándula submandibular